# 阿部治
阿部 治（あべ おさむ、1955年7月25日-　）は、日本の環境教育学者、ESD（持続可能な開発のための教育）研究者。立教大学社会学部名誉教授。

## 来歴
- 新潟県生まれ。
- 1979年 - 東京農工大学農学部環境保護学科卒
- 1982年 - 筑波大学大学院環境科学研究科環境科学専攻修士課程修了
- その後、国立特殊教育総合研究所文部教官研究員、筑波大学文部技官
- 1986年 - 筑波大学専任講師
- 1988年 - 埼玉大学教育学部助教授
- 2002年4月 - 立教大学社会学部現代文化学科及び異文化コミュニケーション研究科教授[1]。
- 2007年3月 - 立教大学にESD研究センター（現・ESD研究所、2012年4月改称）設立。同センター長（2007年4月～2012年3月）、所長（2012年4月～2015年3月、2016年4月～2021年3月）歴任[1]。
- 2021年3月 - 立教大学社会学部定年退職[1]。名誉教授。

## 著書
- 『ゆたかなくらしとは? くらしよい環境』岩崎書店 学習に役立つ日本の環境　1995
- 『話して面白い環境学』 学研 2000
- 『Regional　Strategy　on　Environmental　Education　in　the　Asia-Pacific』 Institute for Global Environmental Strategies 2000
- 『原発事故を子どもたちにどう伝えるか―ESDを通じた学び―』合同出版 2015

### 共編著
- 『子どもと環境教育』責任編集 東海大学出版会 環境教育シリーズ　1993
- 『ふくれあがる大都市 都市問題』市川智史共著 岩崎書店 学習に役立つ日本の環境 1995
- 『次世代CSRとESD 企業のためのサステナビリティ教育』川嶋直共編著 立教大学ESD研究センター監修 ぎょうせい 2011
- 『ESD拠点としての自然学校 持続可能な社会づくりに果たす自然学校の役割』川嶋直共編著 立教大学ESD研究センター監修 みくに出版 2012
- 『アジア・太平洋地域のESD 〈持続可能な開発のための教育〉の新展開』立教大学ESD研究センター監修 田中治彦共編著 明石書店 2012
- 『持続可能な開発のための教育ESD入門』佐藤真久共編著 朝岡幸彦共監修 筑波書房 持続可能な社会のための環境教育シリーズ  2012

### 翻訳
- デイヴィッド・E.アレン『ナチュラリストの誕生 イギリス博物学の社会史』平凡社 1990
- 『持続可能な未来のための学習  ユネスコ』野田研一,鳥飼玖美子共監訳 立教大学出版会  2005

## 参考
- 立教大学阿部治研究室
- 立教大学ESD研究所
- 『現代日本人名録』2002年